# لارويا
بلدية لارويا (بالإسبانية: Laroya), هي بلدية تقع في مقاطعة المرية. جنوب شرق إسبانيا. يبلغ عدد سكانها 127 نسمة.

## وصلات خارجية
- نسخة محفوظة 23 ديسمبر 2005 على موقع واي باك مشين. (بالإسبانية)